# Medalla dels Jocs Olímpics (Alemanya)

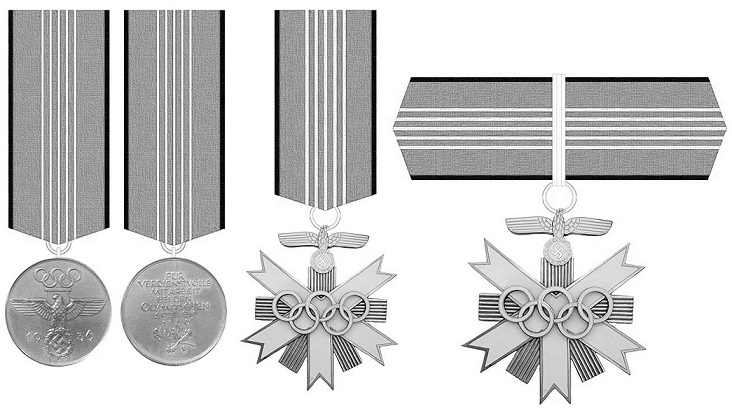
Insígnies de la Medalla dels Jocs Olímpcs del període nazi, 3a, 2a i 1a classe, prohibides des de 1945

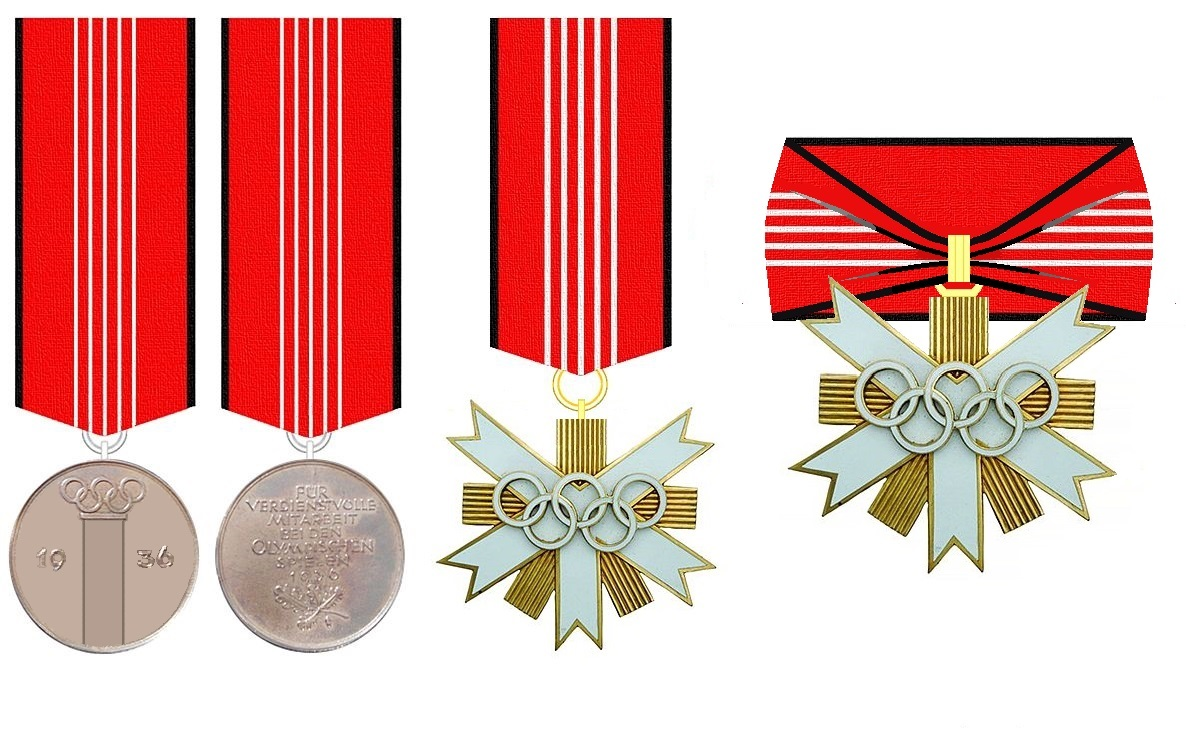
Insígnies desnazificades

La condecoració olímpica alemanya (en alemany: Deutsche Olympia-Ehrenzeichen o Deutsches Olympiaehrenzeichen) va ser una condecoració civil de l'Alemanya nazi concedida als administradors dels IV Jocs Olímpics d'Hivern de Garmisch-Partenkirchen i dels Jocs de la XI Olimpíada de Berlín 1936. El premi no estava pensat per als participants reals als Jocs Olímpics, sinó més aviat com un reconeixement a aquells que havien orquestrat els preparatius i el treball "entre bastidors" per als esdeveniments.
Diversos membres de les SS, entre ells Reinhard Heydrich, Karl Wolff i Heinrich Himmler van rebre la condecoració dels Jocs Olímpics per oferir seguretat durant l'esdeveniment. Hermann Fegelein va rebre la condecoració per supervisar la preparació dels cursos i instal·lacions per als esdeveniments eqüestres. La decoració va ser presentada a Leni Riefenstahl pel seu treball en el rodatge dels diferents esdeveniments esportius. També es va presentar en 2a classe a Hiroshi Ōshima, l'ambaixador japonès a l'Alemanya nazi.
La condecoració olímpica alemanya es va atorgar en tres classes:
- 1a classe
- 2a classe
- Medalla commemorativa olímpica alemanya

De les tres classes, la Primera Classe es va presentar com a ordre del coll. Se'n van presentar un total de 767. La segona classe estava oberta a persones que tinguessin un paper significatiu, però menor, pel que fa al treball que s'incloïa en la presentació dels jocs. S'han adjudicat un total de 3.364. La medalla commemorativa olímpica alemanya (en alemany: Deutsche Olympia-Erinnerungsmedaille) es va establir per reconèixer el servei en relació amb el treball de preparació i execució dels esdeveniments del joc. La medalla no es limitava als nacionals alemanys. Totes les classes es podien portar miniaturitzades en una cinta de barra.
La llei alemanya moderna prohibeix portar una esvàstica, així que el 1957 el govern federal alemany va autoritzar decoracions de substitució en lloc de la versió esvàstica; que encara existeix i que es pot portar com a condecoració civil.